# Zitternberg

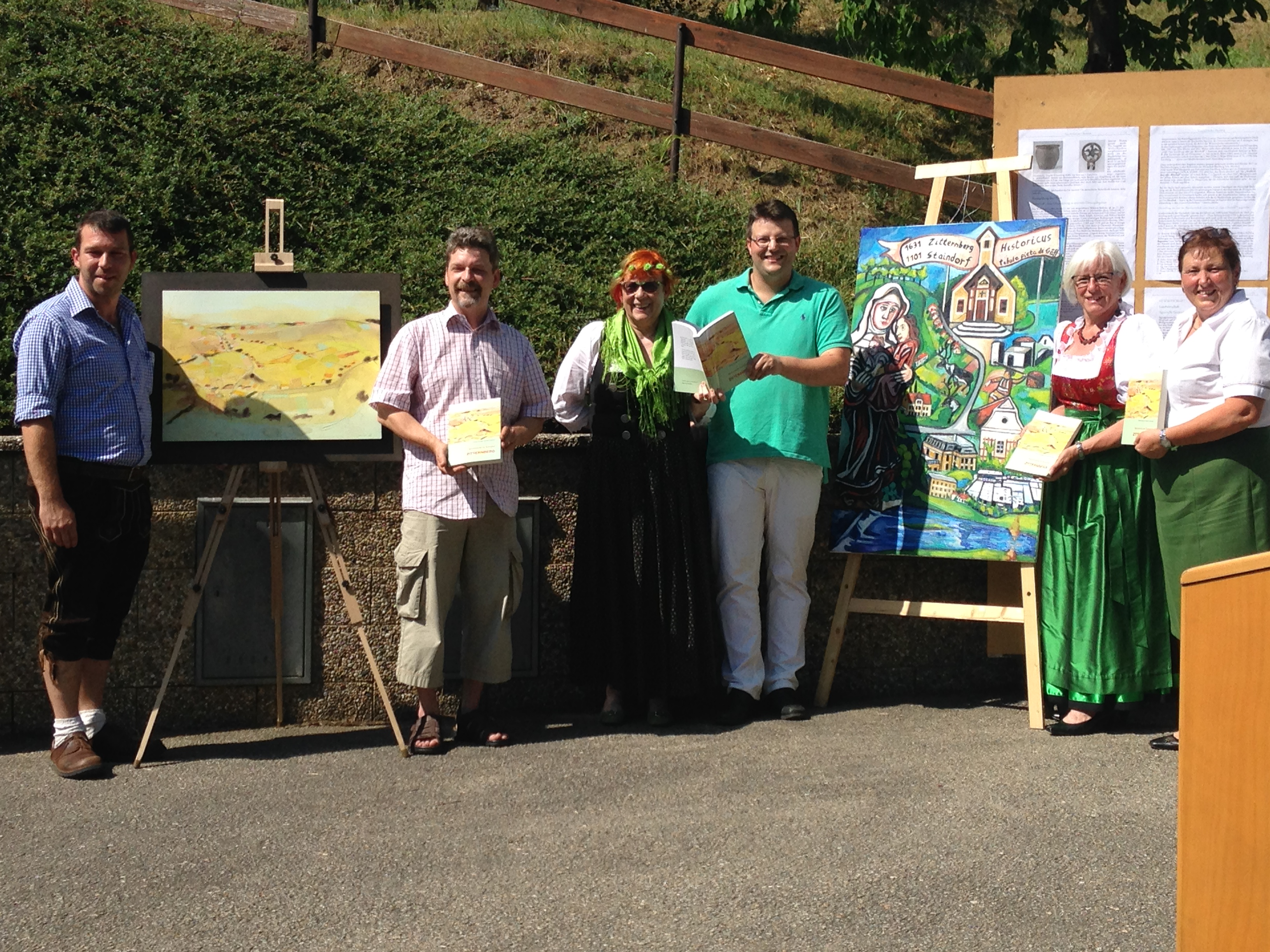
Präsentation des Heimatbuches „Spurensuche im Kamptal. Zitternberg“, die beiden Buchautoren Christine Steininger und Bernhard Grünsteidl mit den Künstlern Savio Verra und Matthias Laurenz Gräff sowie den Verantwortlichen des Verschönerungsvereines

Zitternberg ist ein Ort und eine Katastralgemeinde der Marktgemeinde Gars am Kamp im Bezirk Horn in Niederösterreich. Die Ortschaft hat 271 Einwohner (Stand 1. Jänner 2024).

## Geografie
Der Ort liegt im Kamptal und einem kleinen, zum Kamp hinführenden Tal zwischen Gars am Kamp und Buchberg am Kamp. Die Seehöhe in der Ortsmitte beträgt 270 Meter. Die Fläche der Katastralgemeinde umfasst 1,6 km².

## Postleitzahl
In der Marktgemeinde Gars am Kamp finden mehrere Postleitzahlen Verwendung. Zitternberg hat die Postleitzahl 3571.

## Bevölkerungsentwicklung
| Jahr      | 1830 | 1890 | 1923 | 1951 | 1961 | 1971 | 1991 | 2001 | 2011 |
| --------- | ---- | ---- | ---- | ---- | ---- | ---- | ---- | ---- | ---- |
| Einwohner | 130  | 117  | 359  | 380  | 376  | 376  | 311  | 293  | 283  |

## Geschichte
Der Ort wurde erst 1587 gegründet.
Mit der Inbetriebnahme der Kamptalbahn entwickelte sich Zitternberg zu einer kleinen Sommerfrische. Nach 1945 konnte der Ort nicht mehr an die Tradition der Sommerfrische anschließen. Veränderte Reisegewohnheiten, aber auch der Bau der Kamptal-Stauseen, der zu einem starken Temperaturrückgang des von zahlreichen Badeanstalten gesäumten Kamps führte, entzogen dem Tourismus im Kamptal seine wichtigsten Grundlagen. Laut Adressbuch von Österreich waren im Jahr 1938 in der Ortsgemeinde Zitternberg ein Bäcker, ein Dachdecker, ein Gastwirt, zwei Gemischtwarenhändler, ein Maler, die Nadelfabrik Zitternberg, ein Obst- und Gemüsehändler, ein Schneider und eine Schneiderin, drei Schuster, ein Spengler und ein Tischler ansässig. Nach dem Anschluss Österreichs wurde die bis dahin selbstständige Gemeinde der Gemeinde Gars angeschlossen, 1945 wurde sie wieder selbstständig. 1971 wurde sie im Zuge der Gemeindezusammenlegungen zu einem Ortsteil der Marktgemeinde Gars am Kamp. 2017 wurde seitens des Verschönerungsvereines Zitternberg das Heimatbuch „Zitternberg. Spurensuche im Kamptal“ herausgegeben.

## Wirtschaft und Infrastruktur
Auf dem Gelände der Nadelfabrik Zitternberg befindet sich heute die Firma KSG Austria GmbH (früher Firma Häusermann GmbH).

### Brandschutz
- Freiwillige Feuerwehr Zitternberg

### Dialog im Kamptal
Diese überparteiliche Plattform wurde 2019 durch Georgia Kazantzidu und Matthias Laurenz Gräff als private Initiative zur politischen Kommunikation und Partizipation im Atelier Gräff begründet und steht in der Tradition eines Literarischen Salons. Die laufenden Veranstaltungen dienen der Information, dem Austausch und dem Dialog über relevante politische und gesellschaftliche Themen. Mitwirkende waren des Weiteren Personen wie die Politiker Erhard Busek, Karin Kneissl und Hannes Swoboda, Botschafter Wolfgang Petritsch, Journalist Helmut Brandstätter und Physiker Werner Gruber.

### Verkehr
Zitternberg liegt an der Kamptalstraße (B34), die Kamptalbahn befindet sich am gegenüberliegenden Kampufer. Die ÖBB betreiben keine eigene Haltestelle. Die nächstgelegenen Stationen sind der Bahnhof Gars-Thunau und die Bedarfshaltestelle Buchberg/Kamp. Das Linienbusunternehmen PostBus fährt die Haltestellen Zitternberg Ortszufahrt und Zitternberg Feuerwehr an der Linie 1310 (Horn – St. Leonhard am Hornerwald) an.
Zwei Radwanderwege, die Kamp-Thaya-March-Radroute und der Kamptalweg, führen durch Zitternberg.
Seit 1995 fährt der Garser Bus, eine Initiative des Wirtschaftsvereins „Gars Innovativ“, jeweils dienstags und freitags Zitternberg, alle anderen Ortsteile und weitere Orte der Umgebung an, um Personen, die keinen PKW besitzen und keinen Anschluss an den ÖPNV haben, Einkäufe und Erledigungen in Gars am Kamp zu ermöglichen.

## Bedeutende Persönlichkeiten
- Savio Verra (* 1969), bildender Künstler, wurde in Nußdorf-Debant (Osttirol) geboren.[8]
- Matthias Laurenz Gräff (* 1984), bildender Künstler, wurde in Horn geboren.[9]